# Saint-Victoret
Saint-Victoret è un comune francese di 6 566 abitanti situato nel dipartimento delle Bocche del Rodano della regione della Provenza-Alpi-Costa Azzurra.

## Società

### Evoluzione demografica
Abitanti censiti